# Medienproduktion
Als Medienproduktion wird in der Medienbetriebslehre, Medienwirtschaft und Medienwissenschaft der Produktionsprozess von Medien bezeichnet.
Meist wird Medienproduktion nicht als Begriff für die technische Medienproduktion als solche verwendet, sondern für die Planung, Kalkulation, Koordination und Überwachung der Produktion. So sind beispielsweise die Arbeitsleistung der Redaktion und der Zeitungsdruck der Kernprozess innerhalb des Produktionsprozesses in Zeitungsverlagen, doch spielt er für den Begriff der Medienproduktion eine eher untergeordnete Rolle. Das personifizierte Nomen Agentis der Medienproduktion ist der Producer (Filmproduzent, Musikproduzent oder TV-Producer). 
Medien gelten aufgrund der manchmal hohen Herstellungskosten, ihrer spezifischen Kostenstruktur, der Immaterialität des Medienprodukts, der Unsicherheit der Nachfrage, diffuser Produktqualitätsmerkmale, stetigem Zwang zur Innovation, kurzem Produktlebenszyklus, des Uno-actu-Prinzips und externer Produktionsfaktoren als hohes Unternehmerrisiko.
Ergebnis der Medienproduktion sind die Medienprodukte und Informationsgüter.

## Arten
Charakteristisch in der Medienproduktion sind mehrere, hintereinander ablaufende Produktionsstufen:
- Vorproduktion (englisch pre-production): von Bedeutung insbesondere in der Musik- oder Filmproduktion. Sie dienen der Arbeitsvorbereitung für den eigentlichen Produktionsprozess. In der Filmwirtschaft zählt hierzu der Entwurf des Storyboards, abschließende Arbeiten am Drehbuch, die Produktion der Szenenbilder und Kostüme, die Auswahl der Drehorte durch einen Locationscout, die Erstellung eines genauen Drehplans, das Casting der Schauspieler, das Zusammenstellen des Filmstabs sowie die Ausarbeitung von Verträgen oder das Mieten von Ausrüstung.
- Produktion (englisch production) ist der Kernprozess, im Kinofilm die Dreharbeiten am Filmset oder bei Printmedien der Buch- oder Zeitungsdruck, in der Musikwirtschaft die Musikproduktion im Tonstudio.
- Postproduktion (englisch post production) ist die Nachbearbeitung des Medienproduktes als Qualitätskontrolle vor dem Vertrieb. Beim Film gehören der Filmschnitt, die digitale Nachbearbeitung der Bilder im Computer (Visuelle Effekte, CGI) sowie das Unterlegen der Bilder mit Filmmusik zur Postproduktion.

Alle Arten kommen in den verschiedenen Medienunternehmen in unterschiedlicher Gewichtung vor und sind für die Fernseh- und Filmproduktion charakteristisch. Sie spielen in der Ablauforganisation vieler Medienunternehmen eine große Rolle.   

## Produktionskosten
Die Produktionskosten sind die wesentlichste Kostenart in der Medienproduktion. Sie setzen sich insbesondere zusammen aus Materialkosten und den Personalkosten für das in der Medienproduktion tätige Personal. Am höchsten sind die Produktionskosten für Kinofilme.
| Filmtitel                                   | Jahr | Herstellungskosten in Millionen US-Dollar |
| ------------------------------------------- | ---- | ----------------------------------------- |
| Pirates of the Caribbean – Fremde Gezeiten  | 2011 | 430                                       |
| Avengers: Age of Ultron                     | 2015 | 394                                       |
| Pirates of the Caribbean – Am Ende der Welt | 2007 | 370                                       |
| Avengers: Endgame                           | 2019 | 356                                       |
| Avengers: Infinity War                      | 2018 | 322                                       |
| Titanic                                     | 1997 | 200                                       |

Dagegen waren frühere Filmklassiker ausgesprochen preiswert. Die Produktion der kostenintensiven Ausstattungsfilme wie Ben Hur kostete 15 Millionen, Cleopatra 44 Millionen Dollar. Je höher die Produktionskosten sind, umso schwerer wird es, die Gewinnschwelle durch die Einspielergebnisse zu erreichen und zu überschreiten. Erst dann hat sich die Filmproduktion gelohnt.

## Ausbildung
Um der zunehmenden Digitalisierung im Medienproduktionsprozess gerecht zu werden, wurde der mehrjährige Ausbildungsgang zum Mediengestalter in den Fachrichtungen Digital und Print sowie Bild und Ton geschaffen. An mehreren Fachhochschulen entstanden Bachelor-Studiengänge in Medientechnik oder Medienproduktion. Ausbildungen gibt es auch an Film- und Fernsehakademien wie der Bayerischen Fernsehakademie. Eine Weiterbildung von sechs Monaten sowie einen berufsbegleitenden Lehrgang von neun Monaten zur digitalen Medienproduktion bietet die Münchner Journalistenakademie an.
Aus der Beziehung von Inhalt, Technik und Organisation für die Medienproduktion ergibt sich ein interdisziplinäres Forschungsfeld. In diesem verbinden sich diverse wissenschaftliche und wirtschaftliche Fächer, zu denen u. a. Ingenieurwissenschaft, Informatik, künstlerische Gestaltung, Journalismus, Kommunikationswissenschaft, Medienwissenschaft und Betriebswirtschaftslehre beitragen.

## Wirtschaftliche Aspekte
Bei der Medienproduktion ist häufig der Effekt der „First Copy Costs“ von Bedeutung. Bei First Copy Costs handelt es sich um Fixkosten, die einmalig bei der Herstellung der Urfassung eines Medienproduktes unabhängig von der Anzahl der Rezipienten entstehen. Die Kostenstruktur ist dadurch gekennzeichnet, dass vor allem Fixkosten (Personalkosten) bei der Beschaffung des Medieninhalts und dessen Einbindung in ein Trägermedium anfallen. Bei der Herstellung von Massenmedien (Printmedien, Tonträger, Computerspiele) handelt es sich um Massenproduktion, bei der das Gesetz der Massenproduktion wirkt. Es tritt Kostendegression der Stückkosten ein, was in der Medienwirtschaft als „First Copy Costs-Effekt“ bezeichnet wird. Bei der Herstellung von Informationsgütern fallen überwiegend Fixkosten an, die variablen Kosten (Vervielfältigungskosten) sind dagegen marginal und vernachlässigbar.
Die „First Copy Costs“ können ein Finanzrisiko darstellen, weil bei einem bestehenden Absatzrisiko die nicht verkauften Medienprodukte im Hinblick auf die Produktionskosten als versunkene Kosten anzusehen sind. Können dagegen sämtliche Produkte verkauft werden oder sind gar weitere Produktionen (Neuauflagen) erforderlich, treten Skaleneffekte auf, die bei konstant bleibenden Marktpreisen zur Erhöhung der Gewinne beitragen.

## Verband
Zuständiger Fachverband ist der Fachverband Medienproduktion e. V.